# Daphné Du Barry
Pour les articles homonymes, voir Barry.
Daphné Du Barry, née le 5 juillet 1950 à Arnhem, est une sculptrice néerlandaise.

## Biographie
En 1971, elle pose comme modèle pour Salvador Dali à Cadaqués, c'est à cette occasion qu'elle rencontre Jean-Claude Du Barry qu'elle épousera quelques années plus tard. Elle enregistre en 1982 un 45 tours de chansons de variété mais ne persiste pas malgré un premier succès. Elle étudie le dessin pendant 5 ans à Paris puis est élève à Florence du sculpteur Marcello Tommasi et parallèlement entre à l'Académie des Arts du Dessin de la Villa Médicis. À partir de 1986, elle commence une carrière de sculptrice prolixe, réalisant de nombreux portraits en buste ou de statues en pieds de personnalités sur commande ainsi que de nus et de scènes historiques ou religieuses dans un style réaliste.
Exposition rétrospective des œuvres de Daphné du Barry au château de Lavardens du 4 juillet au 15 septembre 2003.
Lors de la première édition de la Biennale d’art contemporain sacré (BACS) de Menton en 2019, l'artiste a été invitée en marge de cet événement, à exposer une œuvre baptisée Notre-Dame des innocents, représentant la Vierge Marie penchée sur les corps de bébés morts. Cette œuvre a provoqué une polémique car ayant une portée ouvertement anti-IVG.

## Œuvres visibles sur le domaine public
- Statue de la reine Béatrix, à Rheden (Pays-Bas).
- Le Baptême de Clovis (1996), bronze, devant la basilique Saint-Remi de Reims.
- Monument à Charles de Foucauld, bronze, devant l'église Saint-Pierre-le-Jeune de Strasbourg.
- Luigi Boccherini jouant du violoncelle, à Lucques (Italie).
- Statue du trompettiste Wynton Marsalis (1997), bronze, place du Chevalier d'Antras à Marciac (France).
- Christ en croix (1997), bronze, pour la Cathédrale Notre-Dame-Immaculée de Monaco.
- Statue de la princesse Grace de Monaco (2001), pour le Centre hospitalier Princesse-Grace (Monaco).
- Statue de Blaise de Montluc (2003), pour la ville de Sienne, (Italie).
- Statue équestre de D'Artagnan  (2015)  dans la ville de Lupiac, département du Gers, (France).

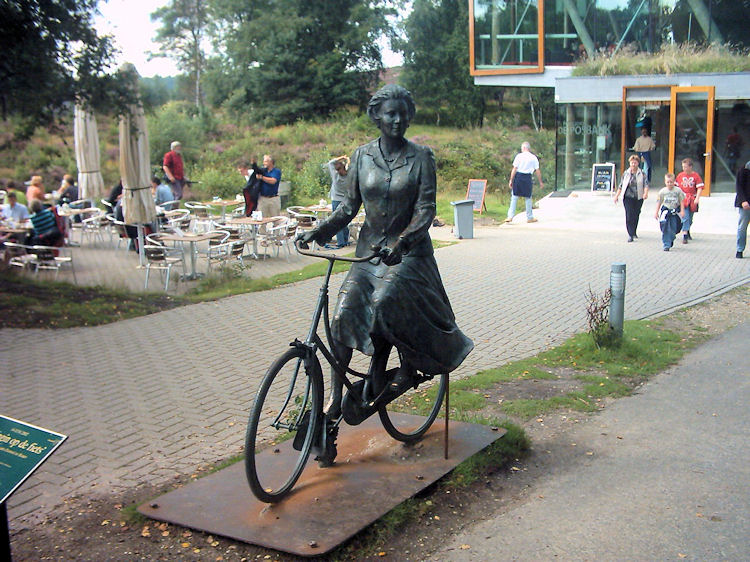
La reine Béatrix, à Rheden (Pays-Bas).
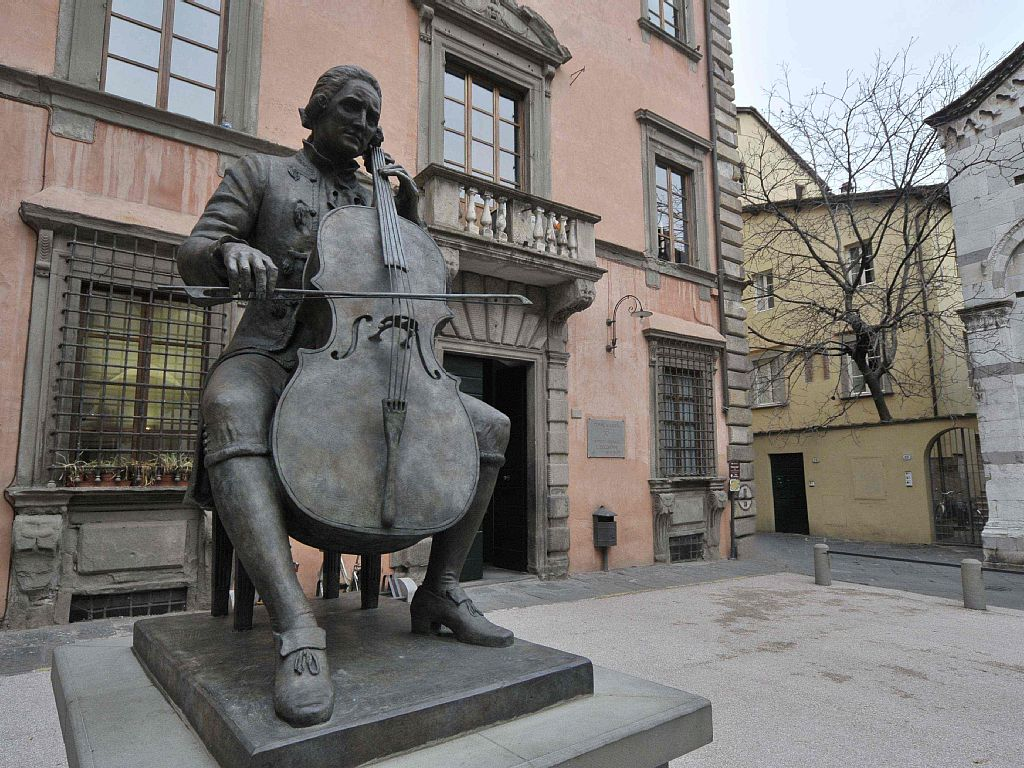
Luigi Boccherini jouant du violoncelle, à Lucques (Italie).

## Prix
- Prix Renaissance des arts 1997[5].

## Monographies
- Sculptures et Dessins, Paris, An 2000, 1975, 67 p.
- Le Bronze et la Beauté  (préf. Alain Vircondelet et Gabrielle Cluzel), Paris, éd. Vilo, 2008, 218 p.
- Œuvres religieuses  (préf. Louis-Marie de Geyer d'Orth et Gilles Wach), Sienne, éd. Cantagalli, 2010, 64 p.
- Dessins  (préf. Jean-Louis Harouel), Pietrasanta, Editografica, 2013, 64 p.